# Rhodostemonodaphne synandra
Rhodostemonodaphne synandra är en lagerväxtart som beskrevs av H. van der Werff. Rhodostemonodaphne synandra ingår i släktet Rhodostemonodaphne och familjen lagerväxter. Inga underarter finns listade i Catalogue of Life.